# DJ Zany
DJ Zany, artistnamn för Raoul van Grinsven, född 11 maj 1974 i Veldhoven, är en nederländsk DJ och musikproducent, och en av pionjärerna inom hardstyle. Han är medlem i grupperna Shadowlands Terrorists, Southstylers och Donkey Rollers.
van Grinsven började med techno och trance men övergick redan 2001 till de hårdare genrerna hardstyle och hardcore techno. Han har spelat på flera stora europeiska EDM-evenemang, bland annat Defqon.1.